# Тиллманн, Ульрике
Ульрике Луиза Тиллманн (англ. Ulrike Luise Tillmann; род. 12 декабря 1962, Реде Германия) — немецкий математик, специалист по алгебраической топологии, внесла значительный вклад в изучение пространства алгебраических кривых. Преподаватель математики в Оксфордском университете, член колледжа Мертона старейшего из корпусов Оксфордского университета.

## Биография
В 1985 году получила степени бакалавра искусств и магистра в нескольких университетах. В 1990 году защищала кандидатскую диссертацию под руководством Ральфа Коэна. Выпустилась из Боннского университета в 1996 году с высшей академической степенью..

## Член академий и научных обществ
- Член Королевского математического общества (2008)[4]
- Член Американского математического общества (2013)[5]
- Член Немецкой академии наук им. Леопольдина (2017)[6]

## Награды
- Премия Уайтхеда (2004)[7]

## Личная жизнь
Родители: Эвальд и Мари-Луиза Тиллманн. В 1995 году вышла замуж за Джонатана Морриса, у них родилось трое дочерей.

## Труды
- Тиллманн У. О гомотопии устойчивой группы классов отображения. — 1997 ed. — М.: Acta Math, 1997. — Т. 130. — С. 257-275.
- Тиллманн У., Мэдсен В. Стабильная группа классов отображения и {\displaystyle Q(\mathbb {C} P_{+}^{\infty })}. — 2001 ed. — М., 2001. — Т. 145. — С. 509-544.
- Галатием С., Мэдсен В., Тиллманн У. Гомотопический тип категорий кобордизмов. — М.: Acta Math, 2009. — Т. 202. — С. 195-239.